# Kreisgericht Mainz
Das Kreisgericht Mainz war ein Kreisgericht in der Provinz Rheinhessen, dem Gebiet des Großherzogtums Hessen, in dem französisches Recht und die französische Gerichtsverfassung galten.

## Gründung
Das Kreisgericht Mainz stammte aus der vom Großherzogtum mit Rheinhessen übernommenen französischen Rechtstradition und entsprach dem „tribunal de première instance“ der französischen Gerichtsverfassung. Offiziell wurde seine Funktion als zweitinstanzliches Gericht durch einen Erlass vom 10. Januar 1817 festgeschrieben und damit begründet, dass die Unterschiede in den Rechtssystemen der Provinzen links und rechts des Rheins zu unterschiedlich seien, als dass eine Angleichung oder Vereinigung im Moment möglich sei. Rheinhessen bestand aus 12 Kantonen mit je einem Friedensgericht, die 1817 den Bereich bildeten, der dem Kreisgericht nachgeordnet war.

## Zuständigkeit
Das Kreisgericht war so zunächst für die gesamte Provinz Rheinhessen zuständig. Ihm übergeordnet war ein Provisorisches Obergericht, ebenfalls zuständig für die gesamte Provinz Rheinhessen.

## Weitere Entwicklung
1836 wurde der Gerichtsbezirk des Kreisgerichtes geteilt: Der Bezirk wurde verkleinert und für den ausgegliederten Teil ein neues Kreisgericht Alzey gebildet. 1852 wurde das Gericht in „Bezirksgericht Mainz“ umbenannt, ohne dass sich sonst etwas änderte.

## Ende
Mit dem Gerichtsverfassungsgesetz von 1877 wurden Organisation und Bezeichnungen der Gerichte reichsweit vereinheitlicht. Zum 1. Oktober 1879 hob das Großherzogtum Hessen deshalb das Bezirksgericht Mainz auf. Funktional ersetzt wurde es durch das Landgericht Mainz.

## Nachgeordnete Gerichte
| Friedensgericht                | Anmerkung                                                         |
| ------------------------------ | ----------------------------------------------------------------- |
| Friedensgericht Alzey          | 1836 zum Kreisgericht Alzey                                       |
| Friedensgericht Bingen         |                                                                   |
| Friedensgericht Mainz I        |                                                                   |
| Friedensgericht Mainz II       |                                                                   |
| Friedensgericht Nieder-Olm     |                                                                   |
| Friedensgericht Ober-Ingelheim |                                                                   |
| Friedensgericht Oppenheim      | 1836 zum Kreisgericht Alzey                                       |
| Friedensgericht Osthofen       | Bis 1822: „Friedensgericht Bechtheim“ 1836 zum Kreisgericht Alzey |
| Friedensgericht Pfeddersheim   | 1836 zum Kreisgericht Alzey                                       |
| Friedensgericht Wöllstein      | 1836 zum Kreisgericht Alzey                                       |
| Friedensgericht Wörrstadt      |                                                                   |
| Friedensgericht Worms          | 1836 zum Kreisgericht Alzey                                       |

## Richter
sortiert nach Eintrittsjahr
- Franz Philipp Aull (1817, Präsident: 1821–1831)
- Georg Joseph Vogel (1826–1848)
- Martin Mohr (Vizepräsident: 1829)
- Joseph Aloys Kilian (Präsident: 1831–1838)
- Moritz Schmitt (1840–1850?)
- Theodor Friedrich Knyn (Vizepräsident: 1847, Präsident: 1857)
- Arnold von Jungenfeld (1849–1851)
- Eduard Lehne (1850–1857)
- August Becker (1850–1872)
- Cornelius Valckenberg (1859–1862)
- Georg Röder (1865–1867)